# 三影塔
25°07′09″N 114°18′31″E / 25.11917°N 114.30861°E
三影塔，又名延祥寺塔，位于广东省韶关市南雄市雄州镇永康路，是一座六角楼阁式塔。该塔通高50.2米，建成于北宋大中祥符二年（1009年），此后历代均有修葺。中华人民共和国成立后，于20世纪80年代予以重修。1988年，三影塔被列为全国重点文物保护单位。

## 历史
三影塔建成于北宋大中祥符二年（1009年）。此塔建成时相传有三个影子，其中两个影子倒悬，另一个影子向上。在三影塔的影子投射处，当地人曾修建了一座三影堂，人们曾经根据影子在堂内的位置来测吉凶。之后三影堂废毁，具体位置无从得知。因此塔建于延祥寺旁，故又名延祥寺塔。此后延祥寺废毁，而塔独存。此后三影塔历代均有修葺，其中以明代正统十一年（1446年）的维修规模最大。中华人民共和国成立后，1982年，该塔得以大规模重修，1983年对残损比较严重的第九明层拆除重建，并更换了塔刹。1986年，塔内的塔梯得以修复。1988年，三影塔被列为全国重点文物保护单位。2009年12月21日，南雄市人民政府连同社会各界人士举办了三影塔的建成1000年庆典。:227

## 结构
三影塔位于广东省韶关市南雄市雄州镇永康路，是一座楼阁式砖塔，通高50.2米。平面呈六角形，底部基座为束腰须弥座，高1.78米，边长5.15米。须弥座上为塔身，塔身外观由下至上可分为九层，内部另有八个暗层。第一明层边长4.5米，塔壁厚2.4米，第二明层及以上逐渐收分。每层塔身各面均开有一扇门，通向塔内的六角形塔心室。塔心室内壁砌有可攀登而上的塔梯，另开有佛龛。第二明层及以上的每层塔身外侧均修有平座，平座外为有围栏，下方有叠涩砖和砖砌斗拱。塔顶为塔刹，整体铁质，由下至上依次为覆盆、宝瓶、九层相轮和宝珠。:227:15